# Damien: Omen II
Damien: Omen II (în engleză Damien: Omen II) este un film de groază regizat de Don Taylor după un scenariu de Mike Hodges[*]. În rolurile principale au interpretat actorii William Holden și Lee Grant. Este continuarea filmului Prevestirea (The Omen, 1976).
A fost produs de studiourile 20th Century Fox și a avut premiera la 5 iunie 1978, fiind distribuit de 20th Century Fox. Coloana sonoră a fost compusă de Jerry Goldsmith. 
Cheltuielile de producție s-au ridicat la 6,8 milioane $ și a avut încasări de 26,5 milioane $.

## Distribuție
Au interpretat actorii:

William Holden
Lee Grant
Jonathan Scott-Taylor[*]
Nicholas Pryor[*]
Lew Ayres[*]
Sylvia Sidney
Lance Henriksen
Robert Foxworth[*]
Allan Arbus[*]
Ian Hendry[*]
Meshach Taylor[*]
Leo McKern  .